# مفاعل سريع متكامل

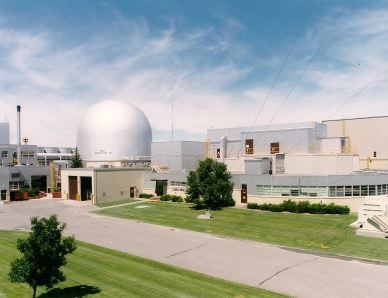
النموذج الأولي للمفاعل السريع

مفاعل سريع متكامل هو تصميم لمفاعل نووي يستخدم نيوترونات سريعة ولا يوجد وسيط نيوتروني.
حيث يولد المفاعل السريع المتكامل مزيد من الوقود ويتميز بدورة وقود نووي تستخدم إعادة المعالجة عن طريق التصفية الإلكترونية في موقع المفاعل.

## نبذة
بدأ تطوير مفاعل سريع متكامل في عام 1984 وبنت وزارة الطاقة الأمريكية نموذج أولي وهو المفاعل النووي التجريبي الثاني.
في 3 أبريل 1986 أظهر اختباران للسلامة لمفهوم المفاعل السريع المتكامل هذه الاختبارات كانت محاكاة الحوادث التي تنطوي على فقدان تدفق المبرد حتى مع تعطيل أجهزة الإغلاق العادية ويقوم المفاعل بإغلاق نفسه بأمان دون زيادة الحرارة في أي مكان في النظام. تم إلغاء مشروع مفاعل سريع متكامل من قبل الكونغرس الأمريكي في عام 1994.